# Николаевка (Варваровское сельское поселение)
Николаевка — село в Алексеевском районе (городском округе, с 2018) Белгородской области, входит в состав Варваровского сельского поселения.

## Описание
Расположено в восточной части области, в 34 км к юго-востоку от районного центра, города Алексеевки. 
| 2002 | 2010 |
| ---- | ---- |
| 155  | ↘119 |

Улицы и переулки
| - ул. Садовая |

## История
Упоминается в Памятной книжке Воронежской губернии за 1887 год как "хуторъ Николаевка" Варваровской волости Бирюченского уезда. Число жителей обоего пола — 604, число дворов — 53.